# Groovejet (If This Ain't Love)
«GrooveJet (If This Ain't Love)» (En español: "Si esto no es amor") es un sencillo producido por el DJ italiano Spiller, junto con la cantante inglesa Sophie Ellis-Bextor y fue publicado en el 2000 por Positiva Records, discográfica perteneciente al grupo discográfico EMI Music. Se convirtió en un éxito en varias partes del mundo, liderando las listas del Reino Unido, Irlanda, Nueva Zelanda y Australia.

## Información de la canción
El sencillo fue producido por el italiano Spiller inicialmente como una pista instrumental a comienzos del año 1999 incluido en el EP llamado Mighty Miami. El origen del título de la canción está inspirado en el nombre de la discoteca 'Groovejet' de South Beach, Miami. Contiene el sample de la canción de música disco "Love Is You", originalmente interpretada en 1977, por Carol Williams junto a the Salsoul Orchestra. Con el propósito de hacer la pista más apropiada para las radios, ya que el instrumental es algo repetitivo, Positiva consultó a la cantante británica Sophie Ellis-Bextor, por ese entonces, integrante de la banda de indie rock Theaudience, para participar como vocalista de la canción. Antes de su grabación, el estribillo de la canción fue modificado por Rob Davis, quien reemplazó "And so it goes..." por la frase "If this ain't love...", otorgándole así el subtítulo de la canción. Boris Dlugosch produjo las partes vocales añadidas a la pista y Sharon Scott fue la corista.
El video musical fue rodado en Bangkok en abril del 2000. Sophie y Spiller rodaron el videoclip allí, y causó mucha expectación entre los vecinos de la capital tailandesa. Sophie al vestir un vestido, los vecinos del lugar le taparon las piernas porque creían que iba desnuda.
Un año más tarde, Sophie aceptó un gran contrato discográfico con la discográfica británica Polydor Records, y se ha convertido en una de las cantantes más famosas y exitosas del Reino Unido, siendo Número 1 en prácticamente todos sus singles, y siendo Top 10 con sus álbumes.
Actualmente, Spiller ha sacado un nuevo sencillo, titulado Jumbo (2006), que no ha tenido éxito, llegando al Número 170 en el Reino Unido y al Número 85 en Italia.
Según el artículo "The Perfect Thing" de Steven Levy de la revista Wired (14.11.2006) esta fue la primera canción que reproducida en un prototipo de iPod.
Fue remezclado por numerosos DJ's, como Boris Dlugosch, Michi Lange, Todd Terry, Solar, Ramon "Ray Roc" Checo y Ernest St. Laurent. En 2022, la discográfica Defected ha compilado un doble vinilo que reproduce las versiones originales con nuevas remezclas y versiones alternativas a cargo de Purple Disco Machine, Riva Starr, Breakbot & Irfane y Harvey Sutherland.

## Lista de canciones

### Edición original
CD 1
1. «GrooveJet (If This Ain't Love)» [Radio Edit] (4:10)
2. «GrooveJet (If This Ain't Love)» [Extended Vocal Mix] (7:08)
3. «GrooveJet (If This Ain't Love)» [Solar’s Jet Groove Dub Mix] (10:21)
4. «GrooveJet (If This Ain't Love)» [VideoClip] (4:12)

CD 2
1. «GrooveJet (If This Ain't Love)» [Radio Edit] (4:10)
2. «GrooveJet (Is This Ain't Love)» [DJ Amanda Full Mix] (9:37)
3. «GrooveJet (Is This Ain't Love)» [Live] (3:59)
4. «GrooveJet (If This Ain't Love)» [VideoClip] (4:12)

CD 3
1. «Groovejet (If This Ain't Love)» [Radio Edit] (4:10)
2. «Groovejet (If This Ain't Love)» [Spiller's Extended Vocal Mix] (8:50)
3. «Groovejet (If This Ain't Love)» [Original Version] (5:20)
4. «Groovejet (If This Ain't Love)» [Ernest St. Laurent Rosetrack Remix] (7:48)
5. «Groovejet (If This Ain't Love)» [Ernest St. Laurent Spicy Blackbird Remix] (8:55)
6. «Groovejet (If This Ain't Love)» [Solar's Jet Groove Dub Mix] (10:21)
7. «Groovejet (If This Ain't Love)» [Todd Terry's In House Mix] (12:52)
8. «Groovejet (If This Ain't Love)» [Ray Roc's Trackworks Remix] (15:38)
9. «Groovejet» (If This Ain't Love) [BMR's Club Cut] (18:58)
10. «GrooveJet (If This Ain't Love)» [VideoClip] (4:12)

### Versiones remezcladas en 2021/22
Descarga digital (Purple Disco Machine & Lorenz Rhode Remix)
1. «Groovejet (If This Ain't Love)» [Purple Disco Machine & Lorenz Rhode Remix] (3:28)
2. «Groovejet (If This Ain't Love)» [Purple Disco Machine & Lorenz Rhode Extended Remix] (7:06)

Descarga digital (Riva Starr Remixes)
1. «Groovejet (If This Ain't Love)» [Riva Starr Disco Odyssey Extended Mix] (7:50)
2. «Groovejet (If This Ain't Love)» [Riva Starr Skylight Hard Dub] (5:13)
3. «Groovejet (If This Ain't Love)» [Riva Starr Disco Odyssey Extended Vocal Mix] (7:32)

Descarga digital (Breakbot & Irfane and Harvey Sutherland Remixes)
1. «Groovejet (If This Ain't Love)» [Harvey Sutherland Extended Remix] (8:44)
2. «Groovejet (If This Ain't Love)» [Breakbot & Irfane Extended Remix] (5:33)

## Posicionamiento en listas y certificaciones
| Lista (2000–01)                        | Mejor posición |
| -------------------------------------- | -------------- |
| Alemania (Media Control AG)            | 14             |
| Australia (ARIA)                       | 1              |
| Austria (Ö3 Austria Top 40)            | 16             |
| Bélgica (Flandes) (Ultratop 50)        | 15             |
| Bélgica (Valonia) (Ultratop 50)        | 13             |
| Dinamarca (IFPI)                       | 9              |
| Eurochart Hot 100                      | 12             |
| Escocia (Scottish Singles Sales Chart) | 1              |
| Estados Unidos (Dance Club Songs)      | 3              |
| Estados Unidos (Maxi-Singles Sales)    | 27             |
| Finlandia (OFC)                        | 6              |
| Francia (SNEP)                         | 17             |
| Hungría (Mahasz)                       | 3              |
| Irlanda (IRMA)                         | 1              |
| Italia (FIMI)                          | 9              |
| Noruega (VG-lista)                     | 4              |
| Nueva Zelanda (Recorded Music NZ)      | 1              |
| Países Bajos (Dutch Top 40)            | 10             |
| Polonia (Polish Airplay Charts)        | 12             |
| Portugal (AFP)                         | 6              |
| Reino Unido (UK Singles Chart)         | 1              |
| Reino Unido (UK Dance Chart)           | 1              |
| Suecia (Sverigetopplistan)             | 28             |
| Suiza (Schweizer Hitparade)            | 5              |

| Lista (2021)                         | Mejor posición |
| ------------------------------------ | -------------- |
| Hungría (Single Top 40) Remixes 2021 | 24             |

| País          | Organismo certificador | Certificación | Ref.   |
| ------------- | ---------------------- | ------------- | ------ |
| Australia     | ARIA                   | 2× Platino    | [ 34 ] |
| Nueva Zelanda | RIANZ                  | Platino       | [ 35 ] |
| Reino Unido   | BPI                    | Platino       | [ 36 ] |

### Sucesión en listas
| Anterior: «I Turn to You» de Melanie C | UK Singles Chart — Sencillo Nro 1 20 de agosto de 2000 — 27 de agosto de 2000           | Siguiente: «Music» de Madonna                |
| Anterior: «Rock DJ» de Robbie Williams | Irish Singles Chart — Sencillo Nro 1 2 de septiembre de 2000 — 16 de septiembre de 2000 | Siguiente: «Lady (Hear Me Tonight)» de Modjo |
| Anterior: «Rock DJ» de Robbie Williams | RIANZ Singles Chart — Sencillo Nro 1 2 de septiembre de 2000 — 9 de septiembre de 2000  | Siguiente: «Lady (Hear Me Tonight)» de Modjo |
| Anterior: «Beautiful Day» de U2        | ARIA Charts — Sencillo Nro 1 29 de octubre de 2000 — 12 de noviembre de 2000            | Siguiente: «Teenage Dirtbag» de Wheatus      |